# Афіпс
Афі́пс (рос. Афи́пс) — річка в Росії. Витоки починаються на північно-східному схилі гори Афіпс, складеної вапняками, глинистими сланцями, мергелями крейдяної системи. Направляючи свої води на північ, Афіпс перетинає куестове пасмо і, вийшовши на простори предгірної флювіогляциальной рівнини, вливає свої води через Шапсузьке водосховище у річку Кубань біля аулу Афіпсип, пройшовши шлях завдовжки 96 км.
Річка Афіпс приймає в себе декілька гірських річок. Найкрупнішими її притоками є річка Шебш, довжиною 100 км, і Убін, довжиною 63 км. Річище Афіпса і його притоки Шебша і Убіна у верхів'ях має вигляд  вузьких ущелин. Нижче за течією вони поступово розширюються. Афіпс у своїй верхній і середній течії дуже мілководий, проте нижче, за впаданням в неї річки Шебша, зустрічаються і глибокі місця. Річка досить спокійно несе свої чисті води річищем, вкритим галькою, проте у період повені стає бурхливою і багатоводною. Біля місця злиття її з Кубанню для зрошування земель побудоване Шапсузьке водосховище.
Джерелами живлення річки Афіпс є атмосферні опади і ґрунтові води. Водний режим річки — паводковий. Найбільші підйоми води спостерігаються навесні, найменший рівень — з липня до вересня включно. Взимку річка замерзає, і льодостав продовжується близько місяця. У басейні Афіпса є мінеральні джерела. Найвідоміші з них Запорізькі джерела у річищі річки Убін. Тут налічується 14 виходів соляних і соляно-лужних вод типу «Єсентуки».